# Schloss Haigerloch

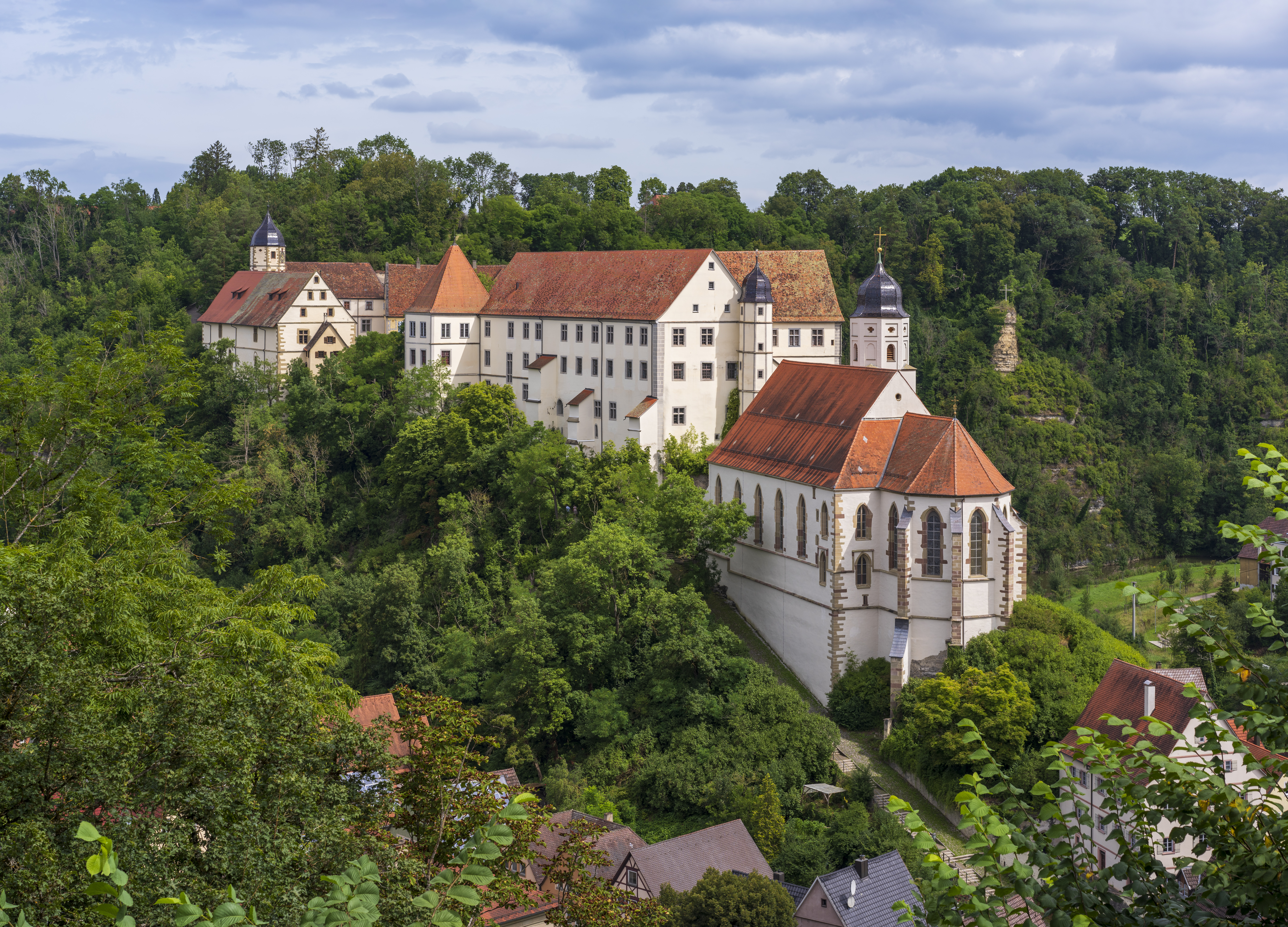
Schloss Haigerloch (2024)

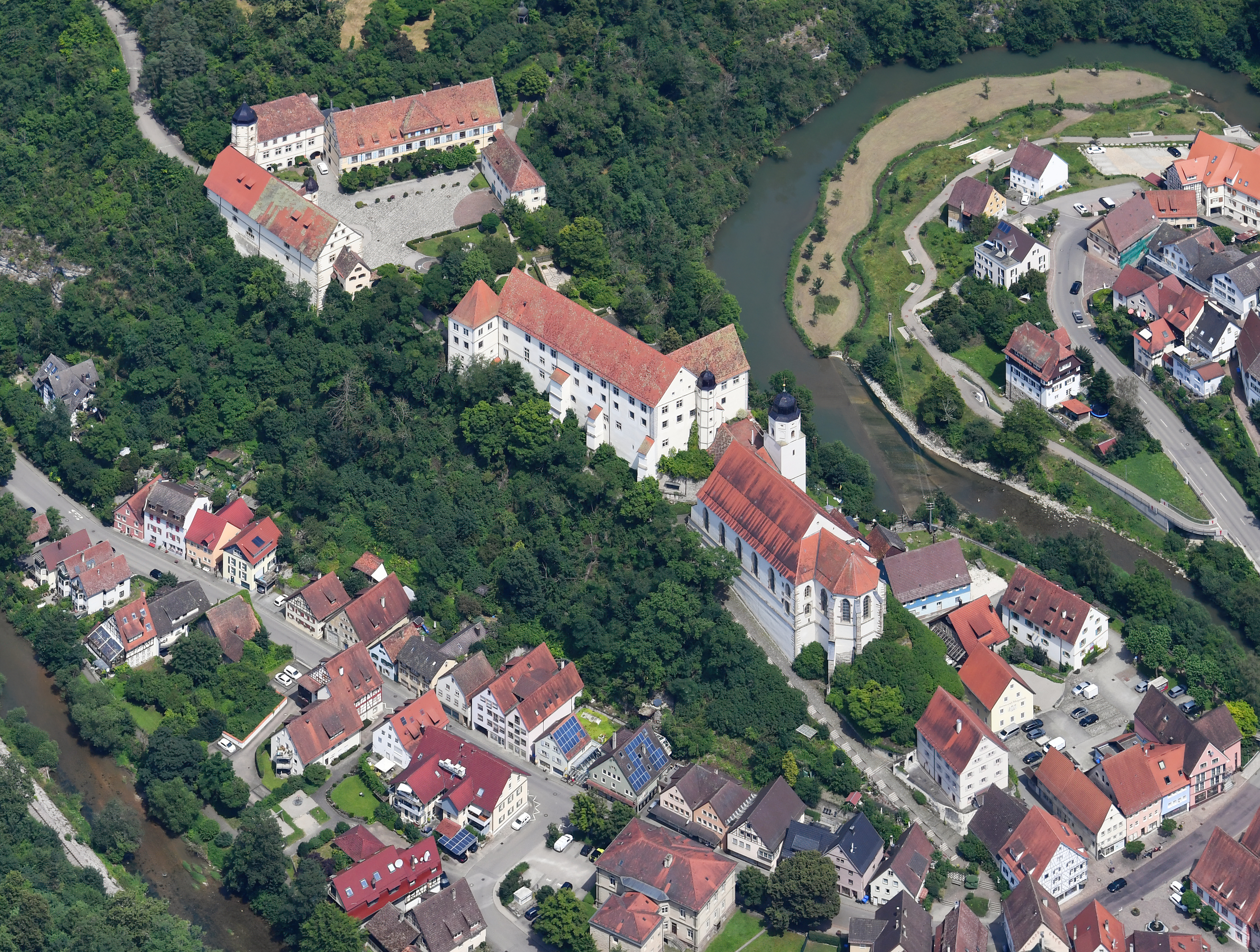
Schloss Haigerloch aus der Luft gesehen (2024)

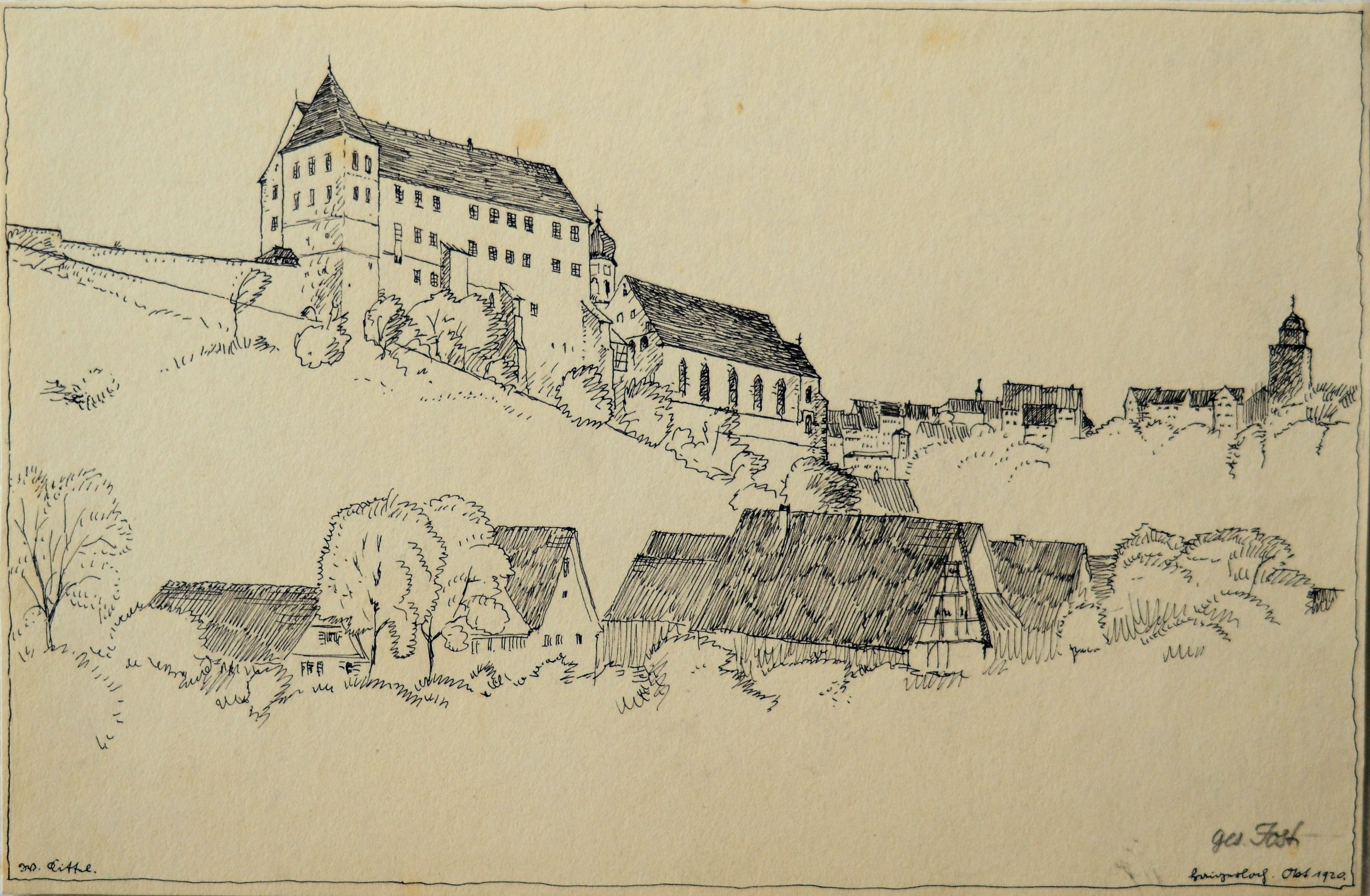
Schloss Haigerloch, Zeichnung, 1920, von Architekt Walter Kittel

Das Schloss Haigerloch befindet sich in Haigerloch im Zollernalbkreis in Baden-Württemberg.
Die ursprüngliche Burganlage wurde 1095 erstmals erwähnt und befand sich vermutlich am Ort des heute sogenannten Römerturms an der gegenüberliegenden Talseite in der heutigen Oberstadt. Die Burg gehörte den Grafen von Wiesneck und gelangte in der zweiten Hälfte des 12. Jahrhunderts in den Besitz der Grafen von Hohenberg. Diese errichteten an der Stelle des heutigen Schlosses eine neue zusätzliche Burganlage. Im Jahr 1381 gelangte die gesamte Grafschaft einschließlich Haigerlochs an die Habsburger. Im Jahr 1497 kam sie durch einen Tausch gegen die Herrschaft Rhäzüns in der Schweiz an den Grafen Eitel Friedrich II. von Zollern.

Schlosshof

Nach der zollerschen Erbteilung im Jahr 1576 wurde Haigerloch eigenständiger Sitz einer neu gegründeten Linie der Grafen von Hohenzollern-Haigerloch. Der neue Graf Christoph von Hohenzollern-Haigerloch ließ die Burg zum heutigen umfangreichen Renaissanceschloss ausbauen. Die heutige Gestalt stammt vom Baumeister Michael Beer. Die Schlosskirche wurde zugleich auch zur Grablege seines Familienzweigs bestimmt, der aber bereits 1634 wieder erlosch. Im Jahr 1700 wurde der Neue Bau des Schlosses zugefügt. Im Jahr 1745 verlegte Fürst Joseph Friedrich von Hohenzollern vorübergehend seinen Wohnsitz von Wien auf das Schloss und sorgte für weitere Bautätigkeit. Die Schlosskirche St. Trinitatis ließ er 1748 mit viel Aufwand barockisieren. Der Hochaltar, der 1609 geweiht wurde, gilt als bedeutendstes Werk der Renaissance-Plastik in Hohenzollern und weist über 60 Holzplastiken auf.
Im 19. und 20. Jahrhundert verlor das Schloss an Bedeutung, so dass es von Kriegszerstörungen weitgehend verschont blieb. Kurz vor Ende des Zweiten Weltkriegs wurde im Felsen unterhalb der Schlosskirche ein Experiment zur Kernspaltung betrieben. Heute befindet sich dort das Atomkeller-Museum. Zuletzt war im Schloss 1975 eine Landwirtschafts- und Verwaltungsschule untergebracht, dann kaufte es ein Unternehmer. Seitdem wurde bis 2022 im Schloss ein Hotel mit Restaurant und ein Kultur- und Kongresszentrum betrieben. Die ehemalige Schlosskirche ist heute die Pfarrkirche von Haigerloch.